# Республика Вермонт
Республика Вермонт (англ. Vermont Republic) — в современной историографии название периода в истории Вермонта после объявления независимости от Британии в 1777 году и до присоединения к США в 1791 году в качестве четырнадцатого штата. Возникла на спорных территориях между провинциями Нью-Йорк и Нью-Гэмпшир, а также провинцией Квебек.
Конституция Вермонта, принятая 8 июля 1777 года, была одной из первых письменных конституций Северной Америки. Конституция одной из первых в мире предоставила права всеобщего избирательного права для мужчин, ввела запрет на институт рабства и гарантировала государственное финансирование общеобразовательных школ. Она действовала с 1777 по 1791 годы.
Несмотря на наличие собственной валюты, действующей почтовой службы и многих признаков государственности, в исторических документах не встречается определение Республика Вермонт, только Государство (или Штат, англ. state) Вермонт. В отличие от Республики Техас и Калифорнийской республики, главы которых были президентами, в Вермонте глава администрации назывался губернатором (1778—1789, 1790—1791 — Томас Читтенден, 1789—1790 — Мозес Робинсон), а в 1791 г. также генерал-капитаном. С 2003 года в штате существует движение Вторая республика Вермонт, выступающее за мирное возвращение независимости Республики Вермонт.

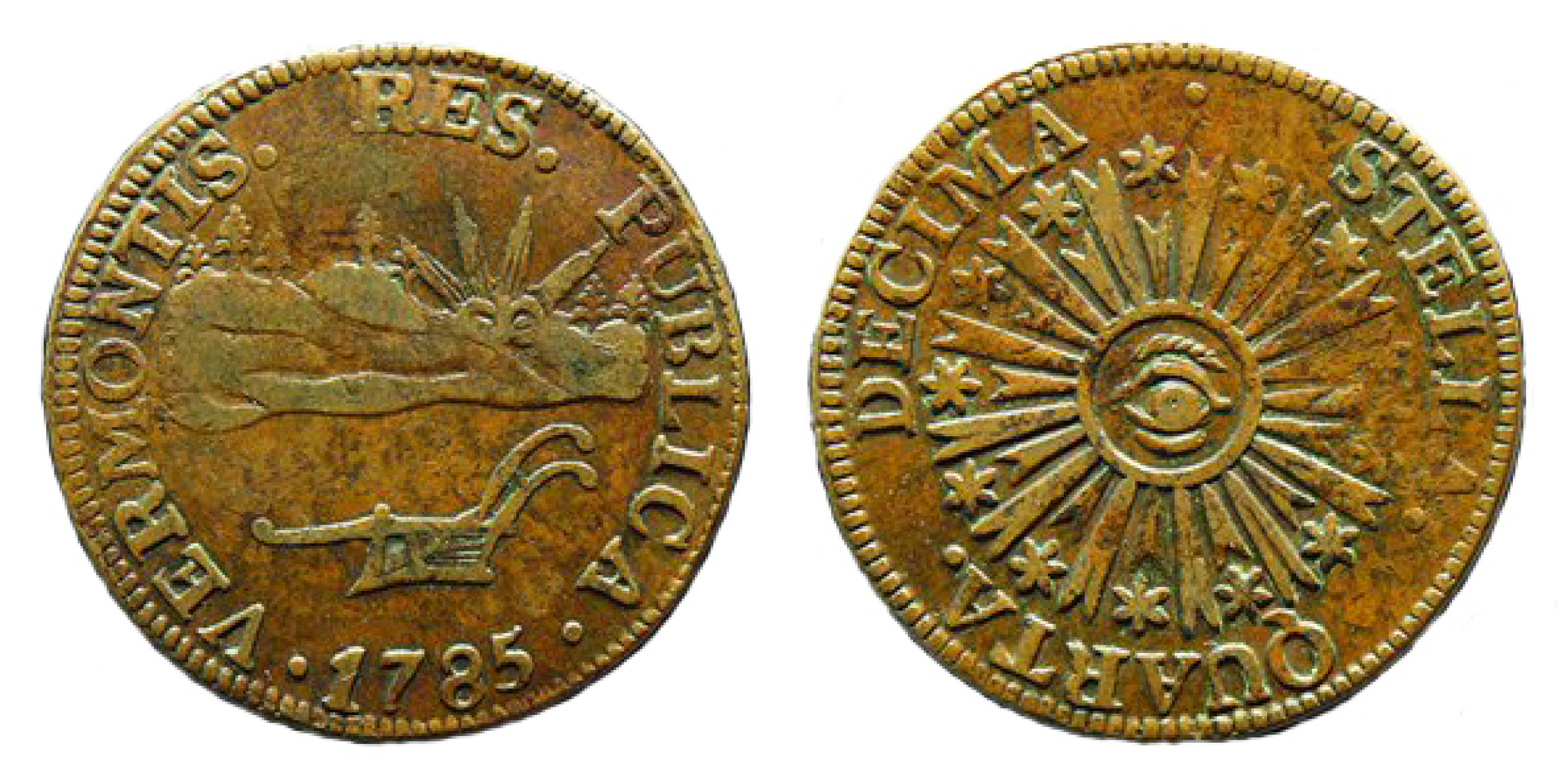
Монеты Республики Вермонт, так называемые Vermont coppers.